# Cẩm Duệ
Cẩm Duệ là một xã thuộc huyện Cẩm Xuyên, tỉnh Hà Tĩnh, Việt Nam.

## Địa lý
Xã Cẩm Duệ có diện tích 12,89 km², dân số năm 1999 là 7.825 người, mật độ dân số đạt 607 người/km².

## Hành chính
Xã Cẩm Duệ được chia thành 12 thôn: Ái Quốc, Chu Trinh, Hoa Thám, Quang Trung, Quốc Tiến, Phú Thượng, Phương Trứ, Tân Duệ, Tân Mỹ, Thống Nhất, Trần Phú, Trung Thành.

## Lịch sử
Ngày 15 tháng 7 năm 2017, HĐND tỉnh Hà Tĩnh ban hành Nghị quyết số 60/NQ-HĐND về việc thành lập thôn Thống Nhất trên cơ sở thôn Mỹ Dụng và thôn Thường Kiệt.

## Văn hóa
- Tháp đá Cẩm Duệ (Am Tháp).
- Di tích chùa Thượng Đẳng.
- Di tích cây đa Vực Vạn.
- Tượng đài ghi công các Anh hùng liệt sĩ.
- Phế tích chiến tranh chống Mỹ cứu nước tại thôn 4 Trung Ái (nay là Trung Thành).

Làng nghề truyền thống: Làng kiềng Phú Thượng.

## Danh nhân
- Lê Duẩn: Tổng Bí thư Đảng Cộng sản Việt Nam.